# Jeroným (biskup vratislavský)
Jeroným, Hieronymus († 1062) byl druhý biskup vratislavský (v letech 1046/51–1062).
Vratislavská diecéze, založená roku 1000, fakticky zanikla v důsledku pohanského povstání, které vypuklo roku 1031. Český kníže Břetislav I. dobyl Slezsko roku 1038 a pražský biskup Šebíř usiloval o jeho připojení ke své diecézi. Po zásahu císaře Jindřicha III. však musely tyto ambice ustoupit a polský král Kazimír I. Obnovitel vzkřísil i vratislavské biskupství, jehož biskupem se stal kněz jménem Jeroným. Pocházel zřejmě z Porýní a svěcení obdržel již roku 1046. Formální obnovení biskupství se někdy spojuje se synodou v Mohuči roku 1049, ale sídelního místa diecéze se Jeroným zprvu nemohl ujmout – Slezsko bylo dosud obsazeno českým knížetem Břetislavem I. – a proto pobýval mimo jiné na biskupském hradě Ryczyně. Teprve v roce 1050 dobyl Kazimír I. Vratislav a roku 1051 se mohl biskup Jeroným plně ujmout své funkce. S obnovením diecéze díky zásahu císaře Jindřicha III. souvisí i skutečnost, že vratislavské biskupství bylo v té době považováno za sufragána arcidiecéze mohučské, a nikoli arcidiecéze hnězdenské jako v první třetině 10. století. Sám stolec v Hnězdně byl totiž od návratu pohanství opuštěn a znovu obsazen až kolem roku 1076. Proto se Jeroným i roku 1057 účastnil synody německých biskupů v Pöhlde.
Slezsko v té době bylo stále misijní zemí. V době Jeronýmova biskupství zde existovalo jen málo kostelů; doloženy jsou ve Vratislavi, Lehnici, Hlohově, Těšíně, Bytomi, Tošku a Ratiboři. Dřevěný kostel postavený v letech 1051–1069 na místě dnešní vratislavské katedrály je označován jako Jeronýmův dóm. Podle tradice přivezl biskup Jeroným do Vratislavi ostatky španělského mučedníka Vincence, který se stal patronem metropolitní kapituly. Za biskupa Jeronýma je doložen rovněž první skutečný klášter na slezské půdě: klášter irských mnichů v Olešnici. Tradice o existenci benediktinského kláštera v Lubuši již v této době není doložena.
Biskup Jeroným zemřel roku 1062.